# Linia kolejowa Havlíčkův Brod – Veselí nad Lužnicí
Linia kolejowa Havlíčkův Brod – Veselí nad Lužnicí (Linia kolejowa nr 225 (Czechy)) – jednotorowa, zelektryfikowana linia kolejowa o znaczeniu krajowym w Czechach. Łączy Havlíčkův Brod z Veselí nad Lužnicí. Przebiega przez terytorium dwóch krajów Wysoczyna i południowoczeskiego.